# Puente Mocho
Puente Mocho är en ort i Mexiko.   Den ligger i kommunen Sultepec och delstaten Mexiko, i den södra delen av landet, 120 km sydväst om huvudstaden Mexico City. Puente Mocho ligger 912 meter över havet och antalet invånare är 161.
Terrängen runt Puente Mocho är kuperad åt sydost, men åt nordväst är den bergig. Puente Mocho ligger nere i en dal. Runt Puente Mocho är det ganska tätbefolkat, med 58 invånare per kvadratkilometer. Närmaste större samhälle är Jalpan, 4,1 km nordväst om Puente Mocho. I omgivningarna runt Puente Mocho växer huvudsakligen savannskog.